# Reinhard Fabisch
Reinhard Fabisch (ur. 19 sierpnia 1950 w Schwerte, zm. 12 lipca 2008 w Münsterze) – niemiecki piłkarz grający na pozycji napastnika, a następnie trener.

## Kariera piłkarska
W swojej karierze piłkarskiej Fabisch był zawodnikiem Borussii Dortmund, ale nie zadebiutował w Bundeslidze i w 1971 roku w wieku 21 lat zakończył karierę.

## Kariera trenerska
Po zakończeniu kariery piłkarskiej Fabisch został trenerem. Był selekcjonerem reprezentacji Kenii (trzykrotnie), Zimbabwe i Beninu, który prowadził w Pucharze Narodów Afryki 2008. Był też trenerem Emirates Club.
12 lipca 2008 roku Fabisch zmarł na raka w mieście Münster.